# Ділстадт (Міссурі)
Ділстадт (англ. Diehlstadt) — селище (англ. village) в США, в окрузі Скотт штату Міссурі. Населення — 157 осіб (2020).

## Географія
Ділстадт розташований за координатами 36°57′33″ пн. ш. 89°25′56″ зх. д. / 36.95917° пн. ш. 89.43222° зх. д. (36.959302, -89.432344).  За даними Бюро перепису населення США в 2010 році селище мало площу 0,19 км², уся площа — суходіл.

## Демографія
Згідно з переписом 2010 року, у селищі мешкала 161 особа в 56 домогосподарствах у складі 50 родин. Густота населення становила 837 осіб/км².  Було 63 помешкання (328/км²).
Расовий склад населення:
| - 98,8 % — білих |

До двох чи більше рас належало 1,2 %. Частка іспаномовних становила 0,0 % від усіх жителів.
За віковим діапазоном населення розподілялося таким чином: 26,1 % — особи молодші 18 років, 60,2 % — особи у віці 18—64 років, 13,7 % — особи у віці 65 років та старші. Медіана віку мешканця становила 36,5 року. На 100 осіб жіночої статі у селищі припадало 91,7 чоловіків;  на 100 жінок у віці від 18 років та старших — 91,9 чоловіків також старших 18 років.
Середній дохід на одне домашнє господарство  становив 31 541 долар США (медіана — 30 417), а середній дохід на одну сім'ю — 29 873 долари (медіана — 26 250). Медіана доходів становила 25 536 доларів для чоловіків та 22 083 долари для жінок. За межею бідності перебувало 42,4 % осіб, у тому числі 61,1 % дітей у віці до 18 років та 4,3 % осіб у віці 65 років та старших.
Цивільне працевлаштоване населення становило 69 осіб. Основні галузі зайнятості: роздрібна торгівля — 34,8 %, оптова торгівля — 15,9 %, транспорт — 8,7 %, виробництво — 8,7 %.